# انتسو پولکرانو
انتسو پولکرانو (ایتالیایی: Enzo Pulcrano؛ ‏ ۳۱ مهٔ ۱۹۴۳ – ۲۸ فوریهٔ ۱۹۹۲) بازیگر اهل ایتالیا بود.
از فیلم‌هایی که وی در آن نقش داشته‌است، می‌توان به سرتو بدزد… مرد، بکش کنار! الدورادو به ترینیتی می‌آید، چه زیباست برناردا، سراپا شبدیز، سراپا پرحرارت، دکامرون شماره ۴ – حکایت‌های دلکش بوکاچو، دختر اهل بولونیا، آ.آ.آ. ماساژدهنده حرفه‌ای، زیبا، آماده ارائه خدمات…، ایتالیای کوچک و داستان‌های غیراخلاقی از باکره‌های شهوانی اشاره کرد.